# Minato Mirai 21
Minato Mirai 21 (jap. みなとみらい21) – duży projekt urbanistyczny w Jokohamie, w Japonii. Nazwa, oznaczająca „Port Przyszłość 21”, została wybrana w 1981 roku na drodze publicznego konkursu.

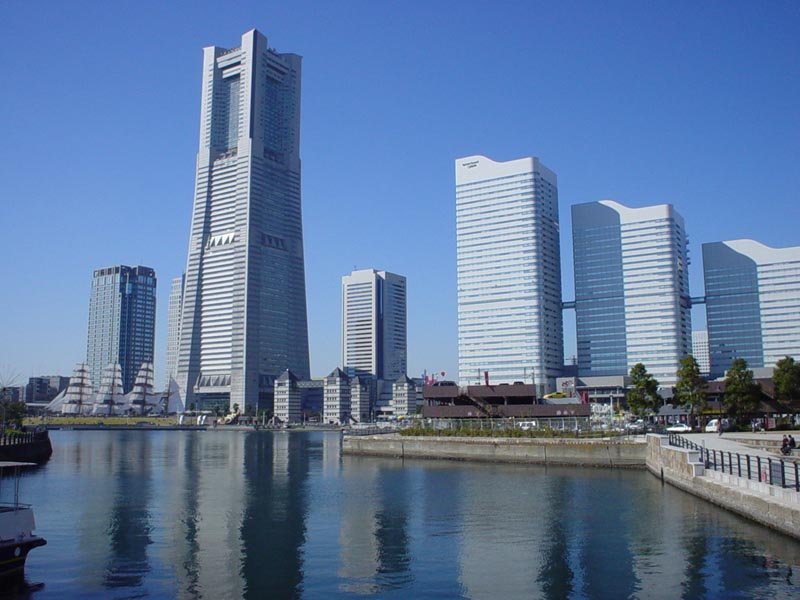
Minato Mirai 21, po lewej widoczna Landmark Tower

Budowa rozpoczęła się w 1983 roku, głównie na terenach osuszonych i na miejscu dawnych doków. Obecnie znajdują się tam m.in.: jeden z najwyższych wieżowców w Japonii (Yokohama Landmark Tower), centrum handlowe Queen’s Square, centrum konferencyjne Pacifico, hotel i inne obiekty.
Minato Mirai 21 miało przeobrazić centrum miasta, jednak po 20 latach od rozpoczęcia inwestycji połowa 88-akrowego (356 000 m²) obszaru pozostaje niezagospodarowana, pomimo 50% ulgi podatkowej. W lutym 2004 roku ukończono linię metra (Minato Mirai Line), łączącą ten obszar bezpośrednio z centrum Jokohamy, a także z dzielnicą Shibuya w Tokio. W założeniu to połączenie miało ożywić inwestycje. Wśród nowych inwestorów znalazł się United Nations University.